# Lachawka
Lachawka (Rogatka Lachawska) – potok, prawy dopływ Tyrawki o długości 10,69 km.
Potok płynie na pograniczu Gór Sanocko-Turczańskich i Pogórza Przemyskiego. Wypływa ze zboczy wzgórza Gródek (585 m n.p.m.) na terenie dawnej wsi Lachawa. Do Krecowa potok płynie silnie zalesionym teren Pasma Wysokiego. Uchodzi do Tyrawki pomiędzy Siemuszową a Tyrawą Solną.